# Colégio Luso-Suíço
O Colégio Luso-Suíço é uma escola situada na Rua de Santo Amaro à Estrela, em Lisboa.
Fundada em 1947, como escola só para rapazes, em 1960 passou a ter alunos de ambos os sexos.
Para aqueles que frequentaram o Luso-Suíço nos anos 70, a imagem da Tante Nora (Tia Nora), a directora suíça-alemã, a fumar nos corredores e a manter a ordem ficará para sempre marcada na sua memória.
O Colégio Luso-Suíço tem infantil, pré-primária e primária.